# Zeche Vereinigte Flor & Flörchen
Die Zeche Vereinigte Flor & Flörchen ist ein ehemaliges Steinkohlenbergwerk in Essen-Heisingen. Das Bergwerk befand sich im Bereich des heutigen Stauseebogens. Das Bergwerk ist durch die Konsolidation von mehreren bis dahin eigenständigen Bergwerken entstanden.

## Geschichte
Am 5. Oktober des Jahres 1872 konsolidierten die Zechen Flor & Flörchen, Mühlmannsdickebank, Mühlmannsbank und Mühlmannsbänkchen unter dem Namen Zeche Vereinigte Flor & Flörchen. Bei der Konsolidation umfasste die gesamte Berechtsame 3 Geviertfelder und 4 Längenfelder. Es waren ein tonnlägiger Förderschacht, ein Wetterschacht sowie der Schacht Mühlmannsbank I vorhanden. Die 2. Sohle befand sich bei einer seigeren Teufe von 70 Metern, es wurde Unterwerksbau bis zur 3. Sohle betrieben. Der Wetterschacht sollte bis zur 3. Sohle geteuft werden, dies wurde jedoch nicht durchgeführt. Im Jahr 1875 war zunächst noch Ausbeute vorhanden. Im Laufe des Jahres kam es aber zu erhöhtem Wasserzufluss von bis zu 32 Kubikfuß pro Minute. Aufgrund dieser starken Wasserzuflüsse entstanden sehr hohe Kosten. Dies führte dazu, dass wegen dieser hohen Kosten die Anteilseigner vermehrt Zubußen bezahlen mussten. Anfang Oktober des Jahres 1877 wurde die Zeche Vereinigte Flor & Flörchen stillgelegt. Im Jahr 1878 wurden die Schächte verfüllt. Im Laufe der folgenden Zeit wurden die Maschinen des Bergwerks verkauft. In der Zeit vom 13. Mai bis 26. August 1880 konsolidierte die Zeche mit den Zechen Nottekampsbank II und Vereinigte Wasserschneppe zur Zeche Heisinger Mulde.

## Förderung und Belegschaft
Die auf dem Bergwerk geförderten Kohlen waren sehr gut als Mischkohle, aber auch gut unvermischt zur Maschinenfeuerung geeignet. Die ersten bekannten Förder- und Belegschaftszahlen des Bergwerks stammen aus dem Jahr 1872, damals wurden mit 84 Bergleuten 13.295 Tonnen Steinkohle gefördert. Im Jahr 1875 förderten 77 Bergleute 14.945 Tonnen Steinkohle. Die letzten bekannten Förder- und Belegschaftszahlen des Bergwerks stammen aus dem Jahr 1877, in dem mit 42 Bergleuten 9605 Tonnen Steinkohle gefördert wurden.